# Svetličič
Svetličič je priimek več znanih Slovencev:
- Adolf (Adi) Svetličič (1913–2013), inženir gozdarstva, stoletnik
- Andrej Svetličič (*1974), mednarodni pravnik
- Baldomir Svetličič, inženir gozdarstva
- Bogomir Svetličič (? -1991)?
- Dragica Svetličič (*1951), slikarka
- Frančišek Svetličič (1814–1881), duhovnik, pesnik
- Marjan Svetličič (*1945), ekonomist in politolog, strokovnjak za mednarodne ekonomske odnose, univ. profesor
- Neža Svetličič (1914–2017), stoletnica